# Homeland : Irak année zéro
Pour les articles homonymes, voir Homeland.
Pour plus de détails, voir Fiche technique et Distribution.
Homeland : Irak année zéro est un film documentaire franco-irakien en deux parties, écrit et réalisé par le cinéaste Abbas Fahdel. La première partie est sous-titrée Avant la chute, et la deuxième partie Après la bataille.

## Synopsis
Chronique de la vie quotidienne en Irak, pendant un an et demi, avant et après l'invasion américaine de 2003.

## Fiche technique
- Réalisation : Abbas Fahdel
- Photographie : Abbas Fahdel
- Montage : Abbas Fahdel
- Musique : Abbas Fahdel
- Production : Abbas Fahdel
- Sociétés de production : Quark Productions et Universcience
- Société de distribution : Nour Films
- Pays d’origine :  Irak et  France
- Langue originale : arabe
- Format : couleur - 1,77:1
- Genre : documentaire
- Durée : 334 minutes (160 minutes pour la première partie, 174 pour la deuxième)
- Date de sortie en France : 10 février 2016

## Autour du film
Abbas Fahdel explique ce qui l'a motivé à faire ce film : 

« Quand s’est précisée la menace d’une guerre, j’ai compris que l’Irak de ma jeunesse, celui que j’avais quitté pour venir étudier le cinéma à Paris, que cet Irak-là était en passe de disparaître. J’ai décidé d’y retourner avec une caméra, de filmer toutes les petites choses du quotidien pour les sauver de l’anéantissement. Pour rejoindre les miens aussi, et peut-être mourir avec eux. Comme le dit l’un des protagonistes du film : à quoi bon rester en vie, si tout le reste de notre famille mourrait ? Peut-être me sentais-je aussi coupable d’être parti. Et puis, j’étais également animé par une sorte de superstition : tant que je les filmais, rien ne pouvait leur arriver. Cela s’est d’ailleurs confirmé. Un mois après que j’ai eu arrêté de tourner, mon neveu Haidar, très présent dans le film, a été assassiné. Quelques mois plus tard, deux de ses cousins ont été tués à leur tour. »

Avant l’ouverture du festival Visions du réel, où le film a été primé, son directeur Luciano Barisone a précisé : « Alors que nous avons visionné 3 700 films au fil de l’année, un documentaire exceptionnel a immédiatement retenu notre attention pour l’édition 2015 il y a quelques mois déjà. Il s’agit d’ailleurs du premier film dont la sélection a été confirmée en vue de sa projection en première mondiale durant le Festival. »

## Accueil

### Accueil critique
- « De la guerre en Irak, les spectateurs occidentaux ont vu des images abstraites de nuits vertes zébrées d’éclairs. Puis des blindés roulant dans le désert, et d’éventuelles silhouettes lointaines, menaçantes. Homeland filme le contrechamp de la propagande américaines : des cieux profonds comme les 1001 nuits, des jardins touffus, des gens qui sont nos frères humains et que l’on quitte le cœur brisés quand le film prend brutalement fin. »— Antoine Duplan ,  « L’autre visage de la guerre en Irak », sur Le Temps, 25 avril 2015 (consulté le 20 août 2017)
- « Si la démarche d’Abbas Fahdel s’apparente à celle du film de famille jusque dans son souci d’arracher au temps qui passe quelques bribes de vie, le poids de l’Histoire insuffle au film une force toute particulière, et lui confère la valeur d’un précieux document. Quant à la proximité qu’il instaure entre le spectateur et les siens, à travers une grande diversité de scènes, elle rend d’autant plus sensible la réalité humaine du peuple irakien, qu’on n’avait sans doute jamais vue d’aussi près. »— François Ekchajzer ,  Télérama[1]

### Box-office
- France : 36 437 entrées[3]

### Distinctions
- Sesterce d’or du meilleur long métrage de la compétition internationale au festival Visions du réel, 2015.
- Doc Alliance Selection Award, Festival international du film de Locarno, 2015.
- White Goose Award (Prix du meilleur long métrage de la compétition internationale) à DMZ International Documentary Film Festival (DMZ Docs).
- Prix de l'Excellence (Award of Excellence) décerné par le jury de la compétition internationale, et le Prix du public (Citizens' Prize) au Festival international du documentaire de Yamagata, 2015.
- Grand Prix et Prix du public aux Rencontres internationales du documentaire de Montréal, 2015.
- Tanit d'argent de meilleur documentaire, Journées cinématographiques de Carthage, Tunisie, 2015.
- Prix du jury, Filmmaker Festival de Milan, Italie, 2015.
- Prix du public, Festival de Ficunam, Mexico, 2016.
- Grand Prix du documentaire historique, 19e Rendez-vous de l'Histoire, Blois, 2016.
- Prix La Croix du meilleur documentaire, Paris, 2016.